# 阿巴迪亚多斯多拉多斯
阿巴迪亚多斯多拉多斯是巴西米纳斯吉拉斯州的一个市镇。总面积894.515平方公里，总人口6556人，人口密度7.3人/平方公里。